# Les Deux Cambrioleurs (film, 1930)
Pour les articles homonymes, voir Les Deux Cambrioleurs.
Pour plus de détails, voir Fiche technique et Distribution.
Les Deux Cambrioleurs (Night Owls) est une comédie du cinéma américain de James Parrott sortie en 1930.

À l'époque où le film est tourné, on ne pratique pas encore le doublage en post-synchronisation et plusieurs versions de ce film sont tournées en différentes langues : Ladrones en espagnol. Cette version est plus longue (une bobine), contient des scènes additionnelles et un épilogue différent. Il s'agit donc de deux films différents.

## Fiche technique
- Titre : Les Deux Cambrioleurs
- Titre original : Night Owls
- Titre de la version en langue espagnole : Ladrones
- Réalisation : James Parrott
- Scénario : H. M. Walker et Leo McCarey (non crédité)
- Photographie : George Stevens
- Montage : Richard C. Currier
- Producteur : Hal Roach
- Société de production : Hal Roach Studios
- Société de distribution : Metro-Goldwyn-Mayer
- Pays de production :  États-Unis
- Langue : anglais
- Format : Noir et blanc - 35 mm - 1,37:1
- Genre : comédie
- Longueur : deux bobines[1]
- Date de sortie :
  - États-Unis : 4 janvier 1930

## Distribution
Source principale de la distribution :
- Stan Laurel (VF : Franck O'Neill) : Stanley
- Oliver Hardy (VF : Jean Rosemberg) : Oliver Hardy
- Edgar Kennedy (VF : Pierre Michau) : l'officier Kennedy
- James Finlayson : Meadows[3]
- Anders Randolf (VF : Alfred Argus) : le chef de la police

Reste de la distribution non créditée : 
- Harry Bernard : un policier
- Baldwin Cooke : un policier
- Charles McMurphy : un policier